# Francis Brinkley

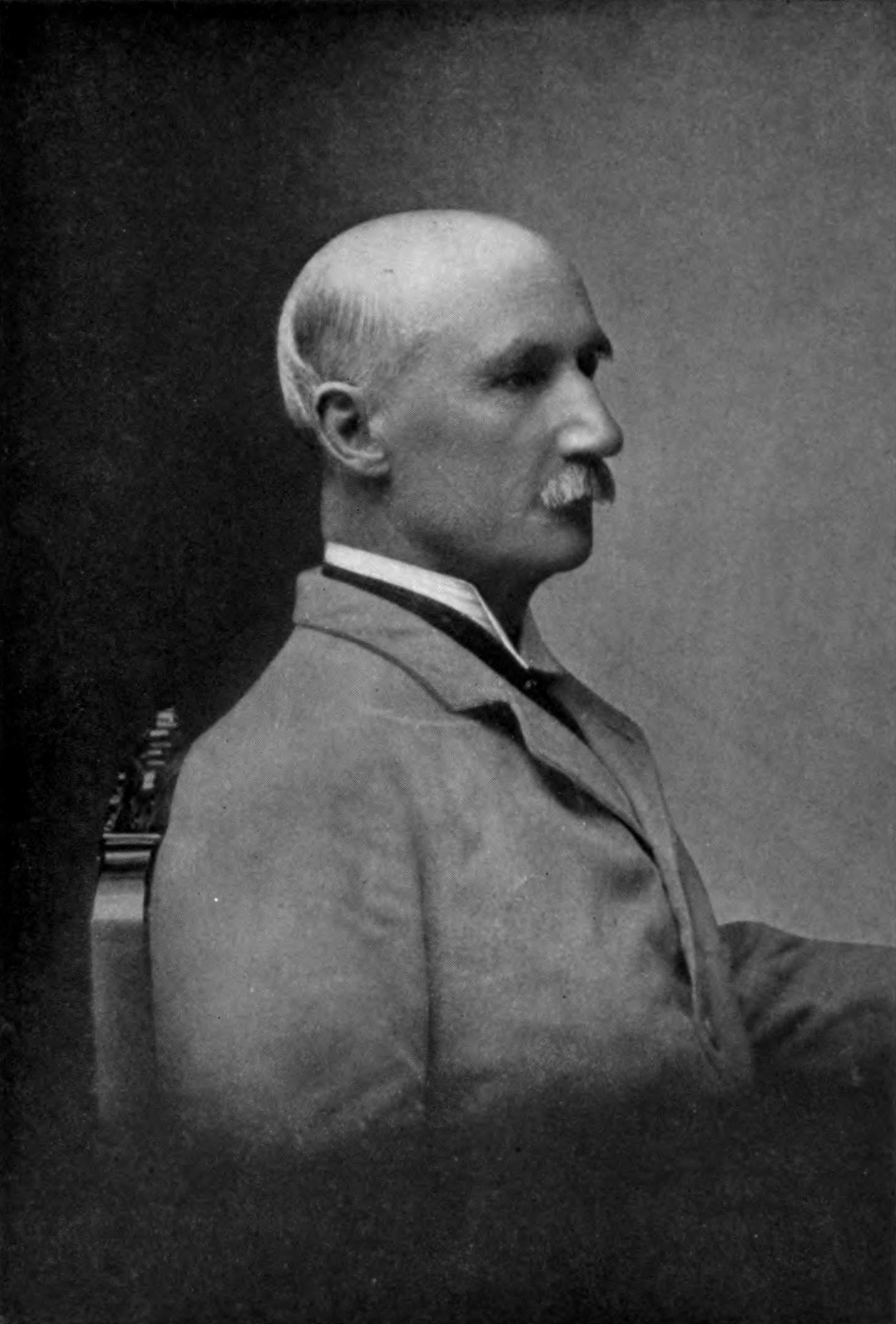
Francis Brinkley

Francis Brinkley (auch Frank Brinkley, japanisch フランシス・ブリンクリー Furanshisu Burinkurī; geboren 30. Dezember 1841 in Irland; gestorben 12. Oktober 1912 in Tokio) war ein Herausgeber einer japanischen Zeitung und Gelehrter, der 40 Jahre in Japan wirkte.

## Leben und Wirken
Francis Brinkley, geboren in Irland, kam 1857 als Artillerie-Offizier der britischen Marine nach Japan. Nach der Meiji-Restauration schied er 1871 aus der Marine aus und wurde Militärberater der neuen japanischen Regierung. Ab 1878 unterrichtete er Mathematik an der Hochschule für Ingenieurswesen „Kōbu daigakkō“ (工部大学校). Er heiratete eine Samurai-Tochter des Mito-han. 
Brinkley übernahm 1881 die in englischer Sprache erscheinende Zeitung „Japan Mail“ und wirkte als Herausgeber. Während des Russisch-Japanischen Kriegs arbeitete er als Korrespondent der London Times. Er gab 1898 ein Japanisch-Englisches Wörterbuch heraus und publizierte 1901 „Japan: Its History, Arts and Literature“.